# تپه دوست محمد
تپه دوست محمد مربوط به اوایل دوران‌های تاریخی پس از اسلام است و در شهرستان تایباد، بخش باخرز، دهستان بالا ولایت، ۳ کیلومتری شمال شرق روستای ابنیه واقع شده و این اثر در تاریخ ۲۶ دی ۱۳۸۶ با شمارهٔ ثبت ۲۰۵۹۲ به‌عنوان یکی از آثار ملی ایران به ثبت رسیده است.